# マツダ・ビアンテ
ビアンテ（BIANTE）は、かつてマツダが製造・販売していたミニバン型の8人乗りの乗用車である。製造は宇品第1工場（U1）が担当。

## 概要
ボンゴフレンディの販売終了以来、マツダのラインナップにおけるミニバンは消滅していたが、その間も日産・セレナやトヨタ・ヴォクシー・ノア、ホンダ・ステップワゴンなどといった他社同カテゴリーがファミリーを中心に人気を博していた。その人気に追従すべく、プレマシーをベースに開発された新しいミニバンがビアンテである。通常、このクラスは基本的に5ナンバーサイズに収まる全幅1,700mm以内の車種がほとんどである中、ビアンテはそうした制約にとらわれることなく、全幅を1クラス上のミニバンに迫る1,770mmとした。結果、メーカー自身が「最広（サイコー）空間」と謳う2000ccクラストップの室内空間・容量を確保している。
本車種の開発においてはプロトタイプを一切造らずに開発する手法が用いられた。これは内外装デザインとシャシ設計の連携を高め、設計変更を極力抑えるとともにデジタルモデルによる各種シミュレーションの精度を高めることで実現したものである。この採用により開発期間の大幅な短縮と開発コストの削減、並びに車両の低価格化を実現した。通常、設計最終段階でプロトタイプを造るのは自動車業界においては一般的だが、プロトタイプなしで量産に移行するのは極めて稀なケースである。
特筆点は、「背の低い」乗用車用アーキテクチャーで背の高いミニバンの設計を成立させていることである。プレマシー・アクセラを含めたフォードグループで共通使用されているBKプラットフォームは背の高いミニバンでの使用を想定しておらず、そのため背を高くして床板を上に上げた分だけペダル位置を上に上げる設計変更ができなかった。そこで、大幅な設計変更をせずに背の高いミニバンを成立させるアイデアが駆使されている。
歌舞伎の隈取を意識したとされるフロント周りは、Aピラーから施されたブラックアウトがサイドおよびリヤウィンドウまで回り込み、ヘッドライトがボディを回り込むような鋭いデザインを形成している。マツダ車の特徴とも言える逆ペンタゴングリルは通常より低い位置に配置された。またガラス面積を大きく取ると同時に大型の三角窓も採用し、視認性にも配慮している。これは、背の低い乗用車のままの着座位置と、ある程度高いボンネット位置との段差を埋めるためのアイデアである。
インテリアは広さだけではなく扱いやすさにもこだわった。その一つとして、シートは後方へ行くに従ってヒップポイントが高くなるようにレイアウトされている。結果、どのシートに座っても開放的な前方視界が得られるようになっているが、これも、車体後方の燃料タンクの高さまで床板を持ち上げられない不利な設計を逆手に取ったものである。また、シートアレンジについても足元の広々とした「リビングモード」、2列目シートを左右に分割する「ウォークスルーモード」、そして荷物を満載に積み込むことができる「ラゲッジモード」と用途に応じたシートアレンジが可能である。2列目シートはベンチにもキャプテンにもなるものである。これは左右に分かれたキャプテンシートを中央に寄せることで、3人掛けを可能にしているため狭く、中央に座る人のためのヘッドレストは備わらず、シートベルトも中央のみ2点式となる。
インパネはマツダ車初となる「トップマウントワイドメーター」を採用し、開放感と視認性を両立した。また、挟み込み防止機構つきの電動両側スライドドア（タッチセンサー付き）は、クラストップレベルの780mmの開口幅を誇る。
エンジンは販売開始当初、LF-VD型 1,998cc DOHC DISI（FFおよび4WD）とL3-VE型 2,260cc DOHC MZR（FFのみ）を搭載し、トランスミッションは、FF車には5速AT（2,260ccはマニュアルモード付き）を、4WD車には4速ATを採用していた。その後、2.0L・FF車は幾度の変更が行われ、2009年6月の一部改良で「i-stop（アイドリングストップ機構）」搭載車は同じDISIエンジンながらLF-VDS型に置換となり、2013年5月のマイナーチェンジでエンジンはPE-VPS型 1,997cc DOHC SKYACTIV-G 2.0に、トランスミッションは「SKYACTIV-DRIVE」の搭載により6速ATに多段化された。ディーゼルエンジン車、ハイブリッド車は一切ラインナップされなかった。
ボディカラーは販売開始当初、「23S」専用カラーの「チリオレンジマイカ」を含む7色を設定していたが、2009年6月の一部改良で専用カラーが廃止されてからは6色となっている。また、全てのグレードでアドバンストキーレスエントリー＆スタートシステムやMAZDA G-BOOK ALPHA対応のHDDナビゲーションシステムが選択できた。国産のミニバンとしては珍しくサンルーフの設定が一切なかった。
当初は日本国内専用車だったが、2012年より日本と同じ左側通行のインドネシア向けに正規輸出が開始された。また、2013年からは同じく左側通行の香港・マカオ向け正規輸出が始まった。
発売当初のイメージキャラクターに劇団ひとりを起用。また、発売初年の2008年に行われた「マツダオールスターゲーム2008」では、2試合を通じて最も印象的な活躍をした選手を表彰する「マツダ・ビアンテ賞」が設けられ、当時横浜ベイスターズの内川聖一に本車種が贈られた。

## 初代 CCEFW/CCFFW/CC3FW/CCEAW型（2008年 - 2018年）
- 2008年
  - 5月9日 - 発表及び車種名公表[9]。
  - 5月26日 - 予約受注開始[10]。
  - 7月8日 - 発売。月間目標販売台数は3000台と発表されている[11]。
  - 12月17日 - 特別仕様車「20S Limited」及び「20CS Limited」、限定車「20 NAVI Special」を発売[12]。
    - 「20S Limited」は、廉価グレードの「20S」をベースに、電動両側スライドドア・アドバンスドキーレスエントリー&スタートシステム・本革巻ステアリングを装備。「20CS Limited」は、「20CS」をベースに、ディスチャージヘッドランプ・クリーナブルシート・本革巻ステアリングを装備。
    - 「20 NAVI Special」は、上記「20S Limited」をベースに、電動両側スライドドア・アドバンスドキーレスエントリー&スタートシステム・16インチアルミホイール・リアルーフスポイラーを省く代わりにMAZDA G-BOOK ALPHA対応ボイスコントロールHDDナビゲーションシステムを装備した。なお、「20 NAVI Special」のみ800台限定となる。
- 2009年
  - 6月25日 - 一部改良[13]。
    - 「20S」の2WD車には、同社の2代目アクセラに採用されているアイドリングストップ機構「i-stop」を搭載。これにより、旧型に比べ燃費が約7%向上され、「平成22年度燃費基準+25%」を達成した。また、横滑り防止装置「DSC」を「20S」の2WD車と「23S」に標準装備し、安全性も向上した。
    - 全車にトリップコンピューター（燃費計）とエコランプ、運転席チケットバンド付サンバイザーを新たに標準装備化すると共に、シートレールに装着して使用するラゲッジフック（フレキシブルフック）が追加された。ボディカラーは「メトロポリタングレーマイカ」と「23S」専用カラーだった「チリオレンジマイカ」を廃止する一方、新たに「ラディアントエボニーマイカ」が追加された。

  - 11月24日 - ビアンテに搭載する「i-stop」機構が、第6回エコプロダクツ大賞を受賞を受賞[14]。
- 2010年
  - 1月27日 - マツダ創立90周年を記念した特別仕様車「i-stop Smart Edition」を発売[15]。
    - 「20CS」の2WD車をベースに、i-stop（アイドリングストップ機構）、DSC（横滑り防止機構）、電動両側スライドドア、アドバンストキーレスエントリー（アンサーバック機能付、リアゲート連動）&スタートシステムを装備し、環境性・安全性・快適性を高めた。

  - 5月27日 - マツダ創立90周年を記念し、「20S」をベースに、フレキシブルフックを省く代わりに、MAZDA G-BOOK ALPHA対応ボイスコントロールHDDナビゲーションシステムと駐車支援システム（フロントモニター・サイドモニター・バックガイドモニター）を特別装備しながら、ベース車の73,500円高に抑えた限定車「20S NAVI SPECIAL」を発売（限定販売台数400台）[16]。
  - 6月23日 - マツダ創立90周年を記念した特別仕様車「i-stop SMART EDITION II」を発売。
    - 同年1月に発売された「i-stop Smart Edition」の仕様変更。今回は従来からの「i-stop」、電動両側スライドドア、DSCに加え、パナソニック電工製の「nanoe（ナノイー）イオン」やパナソニックの「アレルバスター」を搭載したフィルター、防汚効果が高いクリーナブルシートを新たに装備した。
    - また、「i-stop SMART EDITION II」の装備に加え、MAZDA G-BOOK ALPHA対応ボイスコントロールHDDナビゲーションシステムと駐車支援システム（フロントモニター・サイドモニター・バックガイドモニター）を追加装備した限定車「i-stop SMART EDITION II NAVI SPECIAL」を発売。なお「i-stop SMART EDITION II NAVI SPECIAL」は400台限定となる。
    - なお、両仕様ともベース車の「20CS」に装備されているフレキシブルフックは省かれる[17]。

  - 12月2日 - 一部改良[18]。
    - 全車でシート布素材を従来のジャージからジャガードウーブン（ジャガード織物）に変更し、質感を向上。また、最上級グレードの「23S」はクリーンエアパッケージ（nanoeイオン、アレルバスター搭載フィルター、消臭天井、リアヒーター）及びコンフォートパッケージ（オートライトシステム&レインセンサーワイパー（フロント）、撥水機能（フロントガラス、ドアミラー）、クリーナブルシート）を標準装備した。
    - 特別仕様車の「i-stop SMART EDITION II」はベース車の改良を受け、継続販売される。
- 2011年
  - 11月 - 仕様変更。ボディカラーの入れ替えを行い、「ライラックシルバーメタリック」と入れ替えで「クリアウォーターブルーメタリック」を新たに設定。
  - 12月3日 - 東京モーターショーに、『ビアンテGRANZ』を参考出品[19]。
- 2012年
  - 1月26日 - 特別仕様車「GRANZ（グランツ）」を発売。
    - 2011年12月に行われた第43回東京モーターショーへの参考出品車両の市販化。フロントデザインに、新デザインテーマである「魂動」をモチーフとしたシグネチャーウィングを採用。
    - 「20S」の2WD車をベースに、専用フロントバンパー（フロントロアグリル）+専用メッキトップバー&アッパーグリル、シルバーの専用リアフィニッシャーモール、シルバー&ブラックのLEDリアコンビネーションランプベゼル、マフラーカッター、ブライトモールディング（フロントバンパー・サイドシル・リアバンパー下部）、フロント用スカッフプレート、17インチタイヤ&アルミホイール、上級グレード「23S」に採用しているインパネデコレーションパネルを装備。
    - 併せて、「GRANZ」からタイヤを16インチにサイズダウン、ホイールをスチールホイール+フルホイールキャップに、ステアリング・シフトノブを「20CS」と同じ仕様にグレードダウンするとともに、ハロゲンヘッドランプ（ロービーム、マニュアルレベリング機構付）と電波式キーレスエントリーシステム（アンサーバック機能付、リアゲート連動）&マツダリトラクタブルタイプキー×1（&ノーマルキー×1）を追加装備し、「GRANZ」よりも車両本体価格を7万円安く設定した「GRANZ-C」も設定される。両仕様ともに、ボディカラーは専用色の「アルミニウムメタリック」、既存色の「ブリリアントブラック」、「クリスタルホワイトパールマイカ（オプションカラー）」の3色を設定。
    - 併せて「20S」の2WD車は一部改良を行い、人気の高い「クリーンエアパッケージ（「ナノイー」ディフューザー、アレルバスター搭載フィルター、消臭天井、リアヒーター）」を標準装備化（なお、「20S」の2WD車をベースとした特別仕様車の「GRANZ-C」は非装備、「GRANZ」はオプション設定）し、車両本体価格を9,000円値下げした[20]。

  - 4月 - 仕様変更。「サンライトシルバーメタリック」と入れ替えで特別仕様車「GRANZ」専用色だった「アルミニウムメタリック」をカタロググレードでも設定できるようになった。

- 2013年
  - 5月27日 - マイナーチェンジ[21]。
    - 2WD車は「SKYACTIV TECHNOLOGY」技術搭載ミニバンの第2弾の車種となるべく、パワートレインを刷新し、PE-VPS型2.0L高効率直噴エンジン「SKYACTIV-G2.0」と高効率6速AT「SKYACTIV-DRIVE」を搭載したことで燃費を向上し、「平成27年度燃費基準+20%」を達成した（これに伴って、2WD車の車両型式がCCFFW型となる）。
    - 装備面では、電動両側スライドドアとスライドドアイージークロージャーが全車標準装備化されたほか、シートバックポケットを運転席・助手席両席に備え、リアドアポケットのボトルホルダーの形状を変更するなど利便性を高め、荷室の床下収納スペースはスペアタイヤの代わりにパンク修理キットを装備することで拡大された。さらに、2WD車はダイレクトモード機構付ステアリングシフトスイッチや「インテリジェント・ドライブ・マスター（i-DM）」が追加されたほか、ヒル・ローンチ・アシスト（HLA）も標準装備された。HLAは、DSC（横滑り防止機構）に加え、TCS（トラクションコントロールシステム）と坂道で停車したときに自動で作動し、坂道発進時にアクセルペダルに踏み変える時までブレーキ状態を保持するとともに、勾配に応じてブレーキ解除のタイミングをコントロールし、急勾配では十分にトルクが発生してからブレーキを解除することでスムーズな坂道発進をサポートする。
    - グレード体系も刷新され、特別仕様車の「GRANZ」は4WD車を追加した上でカタロググレード化。FF車は「GRANZ-SKYACTIV」に改名。「GRANZ」系はカタロググレード化に伴い、センターパネルを専用色のグロッシーダークグレーに変更した。「GRANZ」系以外のグレードはFF車は「20C-SKYACTIV」と「20S-SKYACTIV」、4WD車は「20C」となり、「23S」の廃止により2.0L車のみのラインナップとなった。ボディカラーはブラック系を新色の「ジェットブラックマイカ」に差し替えたほか、「ラディアントエボニーマイカ」と「ストーミーブルーマイカ」は「GRANZ」系グレードでも設定できるようになった（「クリアウォーターブルーメタリック」は「20C-SKYACTIV」・「20S-SKYACTIV」・「20C」専用色となる）。

  - 12月
    - 香港・マカオで販売開始。
    - 日本仕様車を仕様変更。ボディカラーの入れ替えを行い、「ストーミーブルーマイカ」と「クリアウォーターブルーメタリック（「20C-SKYACTIV」・「20S-SKYACTIV」・「20C」専用色）」を廃止する替わりに、「チタニウムフラッシュマイカ」と「ディープクリスタルブルーマイカ」を追加。これにより、ボディカラーのバリエーションを全グレード共通化した。
- 2014年4月 - 仕様変更。消費税率の変更に伴い、車両本体価格を変更した。
- 2016年7月 - 仕様変更。ボディカラーの入れ替えを行い、オプション設定の白系を「クリスタルホワイトパールマイカ」から「スノーフレイクホワイトパールマイカ」に差し替えた。
- 2017年9月[22] - 生産終了[23]。
- 2018年3月 - 販売終了。同時にホームページへの掲載も終了。マツダのミニバン市場からの撤退に伴い、代替車種は3列シートクロスオーバーSUVのCX-8となる。また、マツダの自社生産車種からセンターメーター採用車が消滅した。

## 車名の由来
「ビアンテ」とは「周囲を取り巻く」「環境」を意味する英語の「Ambient」からの造語で、「乗る人みんなの生活環境の一部となり、楽しく快適な暮らしづくりに貢献する」という意味である。